# キネポリス
キネポリス (Kinepolis) グループは、ヨーロッパの21劇場からなる1997年に創立されたベルギーの映画興行チェーンである。
一般的に世界初のメガプレックスは1988年にベルギーブリュッセルのアトミウム近くに開館したキネポリスブリュッセル（25スクリーン）であると考えられている。
かつてはバート家とクライズ家の2家族によって所有、経営されていた。近年はCEOのヨースト・バートを残し、クライズ家は経営から退いている。

## 国別劇場リスト

### ベルギー
- アントウェルペン
- ブレーヌ・ラリュート
- ブルッヘ
- ブリュッセル
- ヘント
- ハッセルト
- コルトレイク
- ルーヴェン
- リエージュ（2サイト）
- オーステンデ

### フランス
- ロンム
- メス
- ミュルーズ
- ナンシー
- ニーム（2サイト）
- ティオンビル

### スペイン
- グラナダ
- マドリード
- バレンシア

### ポーランド
- ポズナン

### スイス
- シャフハウゼン